# Notranja politika
Notranja politika, pogosto imenovana tudi notranje zadeve ali domača politika, je upravna politika, ki je neposredno povezana z vsemi vprašanji in dejavnostmi znotraj meja neke države. Razlikuje se od zunanje politike, ki se ukvarja s tem, kako vlada uveljavlja svoje interese izven svojih meja. Notranja politika zajema širok spekter področij, vključno s poslovanjem, izobraževanjem, energijo, zdravstvom, kazenskim pregonom, denarjem in davki, naravnimi viri, socialnim varstvom ter osebnimi pravicami in svoboščinami.

## Oblikovanje in izvajanje notranje politike
Oblika vlade posamezne države v veliki meri določa, kako se oblikuje in izvaja njena notranja politika. V avtoritarnih vladah lahko vladajoča skupina uresničuje svoje notranjepolitične cilje brez vložka ali privolitve ljudi, ki jim vlada. V parlamentarnih demokratičnih družbah ima volja državljanov veliko večji vpliv.
V demokraciji so za formalno oblikovanje notranje politike odgovorni predvsem izvoljeni voditelji, zakonodajni organi in specializirane vladne agencije. V procesu igrajo vlogo tudi številni drugi dejavniki. Volivci, na primer, določajo, kateri posamezniki in politične stranke imajo pooblastilo za določanje politike. Množični mediji razširjajo informacije o domačih vprašanjih ter vplivajo na prepričanja in mnenja ljudi. Lobisti, aktivistične skupine in druge organizacije si prav tako prizadevajo vplivati na politiko z različnimi metodami. Takšne metode lahko vključujejo denarne donacije, obljube podpore, oglaševalske kampanje ali demonstracije in proteste.
Učinkovitost notranje politike je odvisna od vladne birokracije (sistema organov in agencij), ki izvaja zakone in programe. V nekaterih primerih birokracije delujejo počasi ali neučinkovito ali pa ne izvajajo politik, kot so bile prvotno načrtovane. Notranja politika se lahko sooči tudi z izzivi na sodiščih. V mnogih državah imajo sodišča pristojnost sodnega nadzora, ki svojim sodnikom omogoča, da odpravijo kakršen koli zakonodajni ali izvršilni ukrep, za katerega ugotovijo, da je v nasprotju z ustavo države.

## V Sloveniji
V Republiki Sloveniji je član vlade tudi minister za notranje zadeve.